# Cryptops pauperatus
Cryptops pauperatus är en mångfotingart som beskrevs av Carl Graf Attems 1937. Cryptops pauperatus ingår i släktet Cryptops och familjen Cryptopidae. Inga underarter finns listade i Catalogue of Life.